# Полина (Ајова)
Полина (енгл. Paullina) град је у америчкој савезној држави Ајова. По попису становништва из 2010. у њему је живело 1.056 становника.

## Демографија
Према попису становништва из 2010. у граду је живело 1.056 становника, што је -68 (-6.0%) становника више него 2000. године.
| Група             | 2000.         | 2010.         |
| Белци             | 1.109 (98,7%) | 1.031 (97,6%) |
| Афроамериканци    | 0 (0,0%)      | 8 (0,8%)      |
| Азијати           | 1 (0,1%)      | 0 (0,0%)      |
| Хиспаноамериканци | 10 (0,9%)     | 13 (1,2%)     |
| Укупно            | 1.124         | 1.056         |